# Aschura

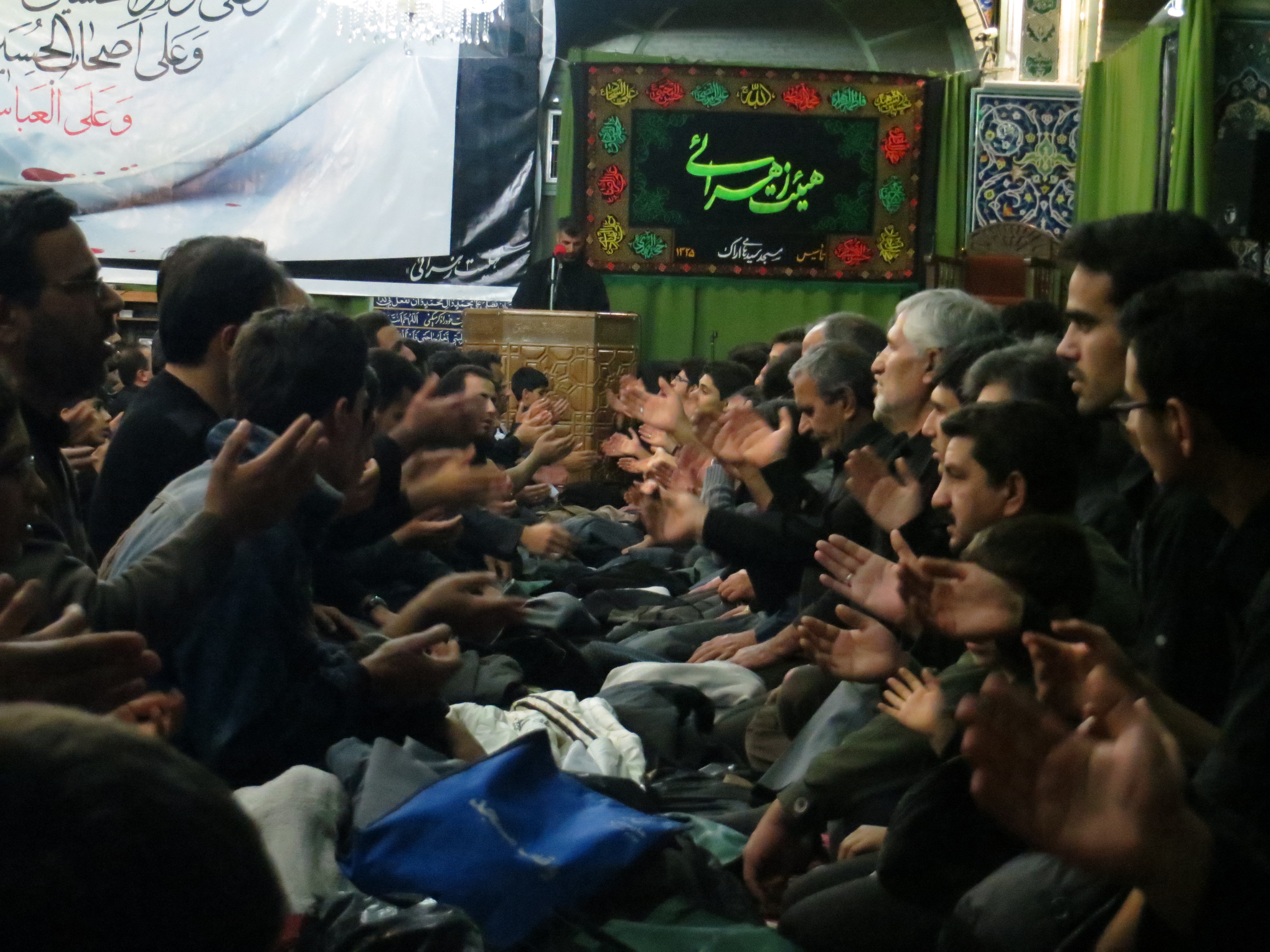
Aschura bei iranischen Schiiten

Aschura (arabisch عاشوراء ʿāschūrāʾ, DMG ʿāšūrāʾ von عَشَرَة aschara, DMG ʿašara ‚zehn‘; auf Urdu und persisch عاشورا, in englischsprachigen Texten auch Ashura) wird der zehnte Tag des Monats Muharram genannt, des ersten Monats im islamischen Kalender. Dieser Tag ist für viele Muslime weltweit bedeutsam.
An diesem Tag gedenken die Schiiten des Todes des für sie dritten Imams Husain in der Schlacht von Kerbela. Er gilt als Märtyrer, dessen Ermordung sowohl für Schiiten und Aleviten als auch generell in der Geschichte des Islams ein besonderes Ereignis bedeutet, dessen sie mit verschiedenen Trauerfeiern gedenken. Husain war der Sohn von Ali ibn Abi Talib (dem ersten Imam der Schiiten und vierten Khalif der Sunniten) und Enkel des Propheten Mohammed.

## Bedeutung

### Vor der Schlacht von Kerbela
In der Zeit der Unwissenheit vor der Verkündung des Islams sollen nach sunnitischen Gelehrten die Juden und einige Araber den Tag von Aschura geehrt und gefeiert haben, indem sie gefastet haben. Anlass sollen unter anderem folgende Ereignisse gewesen sein:
- Der Prophet Mose soll beim Auszug aus Ägypten das Schilfmeer an diesem Tag durchquert haben.
- Die Wunden des Propheten Hiob, des Geduldigen, sollen am Aschura-Tag von Gott geheilt worden sein.
- Des Weiteren soll der Prophet Noah nach der Sintflut an diesem Tag mit seiner Arche auf dem Berg Cudi (in der heutigen Türkei) gestrandet sein.[1]

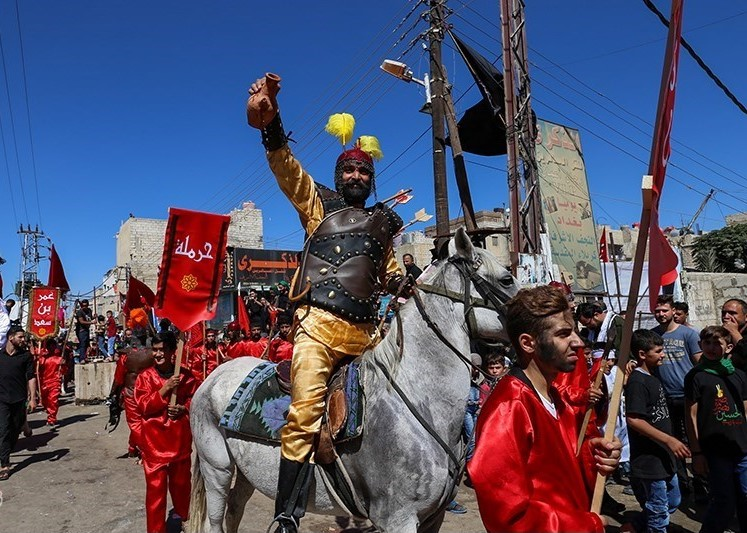
Aschura-Zeremonie in Syrien, 2017

Araber haben das Fasten möglicherweise vom jüdischen Jom Kippur übernommen. Der Prophet Mohammed soll selber an diesem Tag gefastet haben. Mit der Verkündung des Islams soll er auch das Fasten an diesem Tag zur Pflicht erklärt haben, aber nachdem das Fasten im Monat Ramadan für die Muslime zur Pflicht wurde, hob er diese Regel wieder auf. Sunniten betrachten daher heute noch das Fasten an diesem Tag als empfohlen. In einigen Haushalten wird auch heute noch traditionell eine Süßspeise mit demselben Namen (Aşure oder Aschure) gekocht und verteilt, um sich an die Geschichten der Propheten und der damaligen Ereignisse zu erinnern.

### Nach der Schlacht von Kerbela
Die Schlacht von Kerbela fand am 10. Muharram 61 Jahre nach der Auswanderung des Propheten Mohammed (10. Oktober 680 n. Chr.) statt, in der der Enkelsohn des islamischen Propheten Mohammed und dritter Imam der Schiiten Husain ibn Ali mit seinen 72 Gefährten von der Armee Yazids I. getötet worden sind, weil Husain ihm nicht die Treue schwören wollte. Die Umayyaden betrachteten daher diesen Tag als einen gesegneten Tag und feierten diesen Tag, indem sie fasteten. Die Schiiten sehen das Fasten an diesem Tag als nicht empfohlen an. Schiiten und Aleviten trauern um Husain und gedenken seiner heute noch. Aleviten danken mit Așure auch dafür, dass Zain al-Abidin, der Sohn von Husain ibn Ali (und somit Urenkel von Mohammed), die Schlacht von Kerbela überlebt hat, weil er krank war.

## Trauerzeremonien

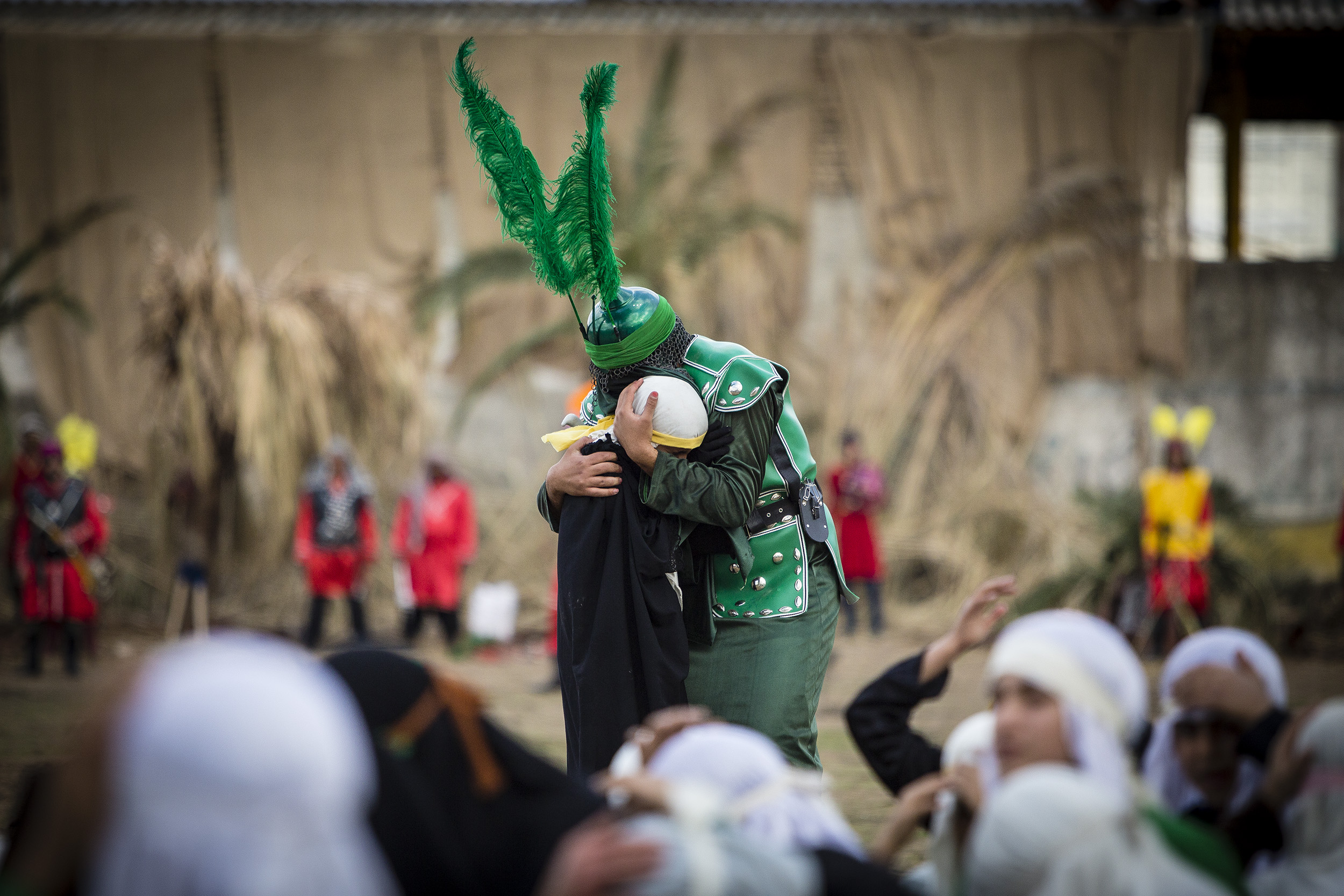
Szene aus einem Trauerschauspiel zu Aschura in Iran

Im Jahr 963 erklärten die Buyiden in Bagdad den 10. Muharram in Erinnerung an die Tragödie von Kerbela zum Trauertag. Schiiten, Aleviten und einige Anhänger anderer Religionen trauern an dem Tag von Aschura um Husain und seine Gefährten. Anfangs war das Lesen von Gedichten über die Märtyrer von Kerbela und Weinen der einzige Teil der Trauersitzungen; allmählich kamen andere Traditionen hinzu, darunter das leichte Schlagen auf die Brust (Sīnazanī), Trauerschauspiele (Ta’ziya) und das Vortragen von den Wehklagen Husains und anderen (Rawḍa-khwānī) und weitere, die in der Zeit der Buyiden und in der Herrschaft der Safawiden entstanden und bekannt wurden. Die Mehrheit der schiitischen Gelehrten lehnt die Selbstgeißelung (Tatbir) ab, die zu Verletzungen führt. Meistens beginnen die Trauerzeremonien schon am 1. Muharram mit der Ankunft Husains in Kerbela und können bis zum 12. Muharram mit der Vertreibung der Hinterbliebenen gehen.

## Aschura in Deutschland
Das deutsche Bundesland Hamburg erklärte 2012 Aschura und gleichzeitig das Opferfest und das Fest des Fastenbrechens zum Ende des Ramadan zu Feiertagen. Damit waren diese Feiertage dem Reformationstag, Fronleichnam und dem Buß- und Bettag gleichgestellt.
Der Senat der Freien Hansestadt Bremen beschloss 2013 die Gleichstellung der islamischen Feiertage mit den christlichen und jüdischen Feiertagen. Nach einer Änderung des Sonn- und Feiertagsgesetzes haben Angehörige der islamischen Religionsgemeinschaften an Ashura, am Opferfest und am Fest des Fastenbrechens die Gelegenheit zur Teilnahme am Gottesdienst; Schüler haben unterrichtsfrei.

## Aschura und politischer Protest
In der jüngeren Geschichte Irans wurden die Aschura-Feierlichkeiten mehrfach für politische Protestveranstaltungen benutzt. Im Rückgriff auf die historischen Ereignisse der Schlacht von Kerbela wird dabei die herrschende Regierung mit dem Kalifen Yazid verglichen, während dem iranischen Volk die Rolle der Gefolgsleute Hosseins zufällt, die gegen die herrschende Unterdrückung ankämpfen.

### 1963

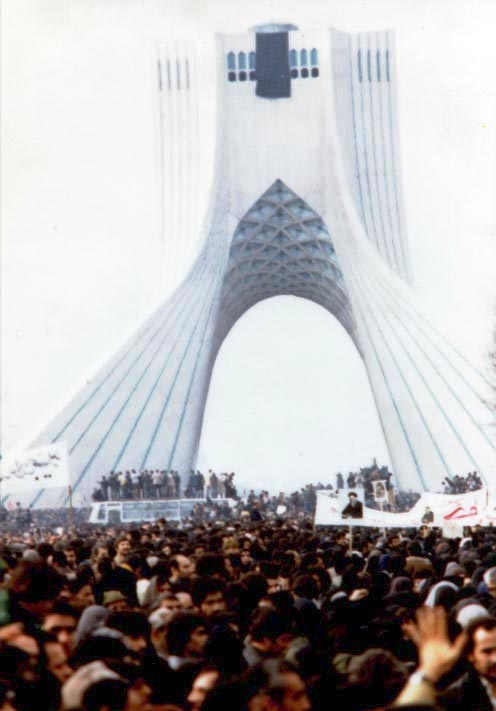
Anti-Schah-Demonstration am Aschurafest 1978

Am 3. Juni 1963 griff der schiitische Geistliche Ruhollah Chomeini während der Aschura-Feierlichkeiten Schah Mohammad Reza Pahlavi anlässlich dessen Reformprogramms der Weißen Revolution in einer Rede in Ghoms Faizieh-Schule persönlich an, indem er sich mit folgenden Worten „gegen den Tyrannen unserer Zeit“ wandte:
„Diese Regierung ist gegen den Islam gerichtet. Israel ist dagegen, dass in Iran die Gesetze des Korans gelten. Israel ist gegen die erleuchtete Geistlichkeit … Israel benutzt seine Agenten in diesem Land, um den gegen Israel gerichteten Widerstand zu beseitigen … der Koran, die Geistlichkeit … Oh Mr. Schah, oh erhabener Schah, ich gebe Ihnen den guten Rat nachzugeben und (von diesen Reformen) abzulassen. Ich will keine Freudentänze der Bevölkerung sehen, an dem Tag, an dem Sie das Land auf Befehl Eurer Meister verlassen werden, so wie alle jubelten, als Ihr Vater das Land einst verlassen hat.“
Nach dieser Rede wurde Chomeini am 5. Juni 1963 verhaftet. In der Folge kam es noch am selben Tag zu gewalttätigen Demonstrationen, bei denen 32 Demonstranten zu Tode kamen. Führende iranische Politiker erklärten später, dass die Proteste im Juni 1963 die Geburtsstunde der islamischen Revolution gewesen sei.

### 1978
Die sogenannten Muharram-Proteste des Jahres 1978 gipfelten am 2. Dezember 1978, dem Tag der Aschurafeierlichkeiten in einer Massendemonstration mit über zwei Millionen Teilnehmern rund um den Teheraner Freiheitsturm. Die aufgebrachte Menge forderte die Abdankung des Schahs und die Rückkehr Chomeinis aus dem französischen Exil nach Iran. Am 16. Januar 1979 verließ der Schah Iran. Chomeini kehrte am 1. Februar 1979 nach Iran zurück und wurde von Millionen Iranern begeistert empfangen. Die Islamische Revolution war in ihre entscheidende Phase getreten.

### 2009
Am 26. Dezember 2009, am Vorabend des Aschura-Festes, kam es vom frühen Morgen bis in die Nacht zu Demonstrationen in allen größeren Städten Irans gegen die Regierung des Landes. In Irans Hauptstadt Teheran spielten sich brutale Szenen ab. Den ganzen Tag über lieferten sich regierungskritische Demonstranten und Basidsch-Milizen erbitterte Gefechte, bei denen es zum Einsatz von Schlagstöcken und Tränengas kam. Berichte belegen, dass die Polizei bzw. die Basidsch-Milizien mit scharfer Munition auf Demonstranten geschossen haben, wobei viele Demonstranten ums Leben kamen. Die Demonstranten riefen unter anderem „Tod dem Diktator“ und „Habt keine Angst, wir halten alle zusammen“. Der ehemalige Präsident Chatemi musste seine Ansprache in einer Moschee im Norden Teherans aus Sicherheitsgründen nach wenigen Minuten abbrechen. Erstmals waren auch Rufe nach einem Ende des Velayat-e faqih zu hören.
Tags darauf eskalierte die Situation weiter, und es wurde von mindestens acht Todesopfern berichtet. Demonstrationen und teilweise gewalttätige Auseinandersetzungen mit den Sicherheitskräften wurden aus 21 Städten Irans berichtet. Ziel der Protestaktionen war nun nicht mehr eine Reform des bestehenden Systems, sondern ein Regimewechsel. In Sprechchören, die am Tag des Aschura-Festes am 27. Dezember 2009 in den Straßen zu hören waren, riefen Demonstranten: „Wir werden kämpfen, wir werden sterben, wir werden unser Land zurückerobern.“
Regierung, Justiz und Polizei reagierten am Tag nach dem Aschura-Fest mit einer großen Verhaftungswelle. Mehr als 300 Personen aus dem politischen Umfeld von Mir Hossein Mussawi und Mehdi Karroubi, der Anführer der Oppositionsbewegung, wurden verhaftet, darunter auch Ebrahim Yazdi, der Generalsekretär der Iranischen Freiheitsbewegung und die Medizinprofessorin Noushin Ebadi, Schwester der Friedensnobelpreisträgerin Schirin Ebadi. Der Geistliche Abbas Waes Tabasi, Vertreter des obersten Führers Ajatollah Ali Chamenei, des Nachfolgers Chomeinis, bezeichnete laut staatlichem iranischen Fernsehen diejenigen, die hinter den derzeitigen Protestaktionen steckten, als „Feinde Gottes“ (mohareb ba choda), die nach den Gesetzen der Scharia hingerichtet werden müssten.

### 2011
Am 6. Dezember 2011 ereignete sich in Kabul, Kandahar und Masar-i-Scharif eine Anschlagserie, die vor allem in Kabul einer Prozession von Schiiten galt. Es war der größte Anschlag auf die schiitische Minderheit im gesamten Afghanistankrieg. 50 Menschen wurden insgesamt ermordet.

## Aschura im gregorianischen Kalender
Der 10. Muharram fällt auf folgende Tage des gregorianischen Kalenders
- 2020: 30. August
- 2021: 18. August
- 2022: 8. August
- 2023: 28. Juli
- 2024: 16. Juli
- 2025:  5. Juli

Wie bei islamischen Festen allgemein üblich, gehört der Vorabend mit zum Fest, da die Tage mit Sonnenuntergang beginnen.